# Arturo Mélida

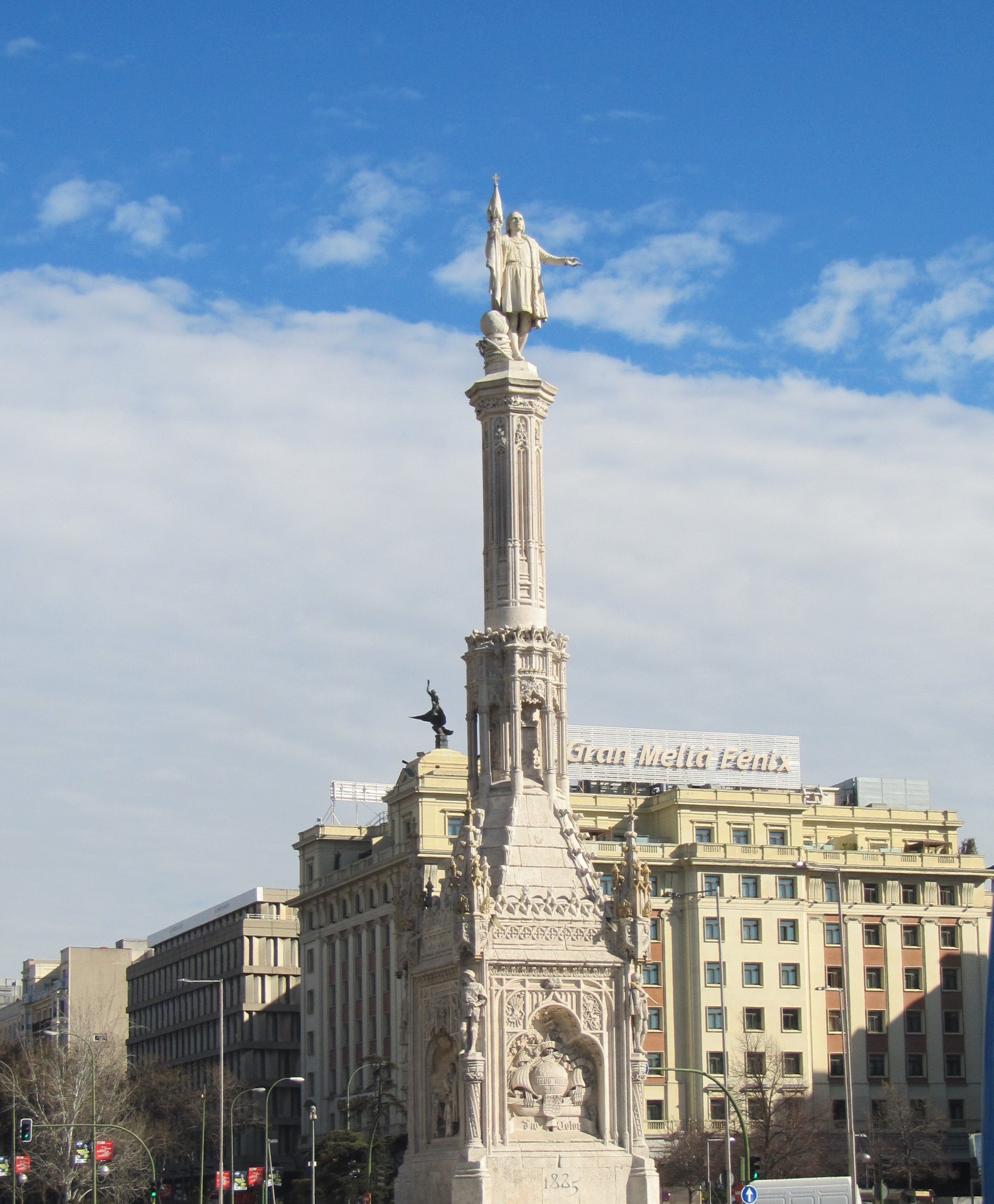
Monumento a Colón (Madrid, 1885).

Arturo Mélida y Alinari (Madrid, 1849 - 1902) foi um arquiteto, escultor, militar e pintor espanhol.

## Escultura
- Monumento a Colón na Plaza de Colón de Madrid (1885).